# 셜록: 유령신부
《유령신부》(영어: The Abominable Bride)는 영국의 드라마 《셜록》의 스페셜 방영분이다. 2016년 1월 1일, BBC One과 BBC One HD에서 방영되었다. 본래의 시리즈와는 달리 19세기 잉글랜드를 배경으로 하고 있다.